# Horgești
Horgești is een Roemeense gemeente in het district Bacău.
Horgești telt 4867 inwoners.